# Gilbert Poillerat
Gilbert Poillerat, né le 22 septembre 1902 à Mer (Loir-et-Cher) et mort le 23 juin 1988 dans le 16e arrondissement de Paris, est un décorateur et maître-ferronnier d’art français. Son travail, souvent inspiré par l’art des XVIIe et XVIIIe siècles, est la marque de l’élégance française. Il excelle aussi dans l’art de la ciselure des médailles.

## Éléments de biographie
« Le Fer ne demande pas à être un accessoire, c’est un ornement. »
Gilbert Poillerat sort de l’école Boulle en 1921 et passe huit années auprès d’Edgar Brandt. Il se classe rapidement au premier rang des ferronniers d’art français après s’être consacré d’abord à la ciselure et à la peinture.
« Les arabesques de ses balustrades l’ont fait connaître au public. Elles sont, comme une écriture ailée, traversées de souvenirs et de douces visions de l'enfance. Ses hauts vantaux de bronze, décorés de motifs robustes et gracieux, tournent sans secousse. »
« «Sa grande époque est certainement celle qui va des années 30 aux années 50. Là, il innove avant les autres. »
Entre 1948 et 1952, Gilbert Poillerat réalise pour son ami Georges Zérapha des cartons de papier-peint en édition d’art pour une collection de prestige destinée au grand public. S’y côtoient des dessins de Leonor Fini, des esquisses de Maurice Brianchon, Jacques Flandin[Qui ?], René Fumeron[Qui ?], Colette Guéden (1905-1999), Simone Godquin, Odette Martin-Girard (sœur de l'helléniste Jean Martin) et Raymond Peynet.

## Œuvres remarquables
- Le collier de Grand-maître de l'Ordre de la Libération, qui fut remis au général de Gaulle en présence des membres du conseil de l'Ordre de la Libération, le 31 août 1947. Il est le seul à avoir porté cette décoration.
- La médaille de l'Ordre du Mérite touristique, créée par décret du 27 mai 1949, cet Ordre récompensait les personnes ayant rendu d’éminents services à la cause du tourisme et contribué à son développement tant en France qu’à l’étranger.
- Le collège Jules-Ferry à Maisons-Alfort, construit en 1932, dont les motifs de ferronnerie de Gilbert Poillerat ornent les grilles d’entrée qui accueillent ses élèves, représentent les Sciences, les Arts, l’Histoire, la Géographie et les Sciences naturelles.
- Sur les dessins d'André Ursault, il réalise l'ensemble des ferronneries du balcon intérieur, des garde-corps et des cache-radiateurs de l'hôtel Gilbert à Poitiers. Les ferronneries reprennent l'emblème du propriétaire Maurice Gilbert.
- Grilles d'entrée du palais de Chaillot (Paris)[8].
- Plusieurs pièces de mobilier réalisées par ses soins sont conservées au Mobilier national ainsi qu'au musée des Arts décoratifs. Deux croix en fer forgé et cuivre dans la collection du Musée national des beaux-arts du Québec[9].

- La grande synagogue de la Paix de Strasbourg, dont les travaux de ferronnerie de Gilbert Poillerat jouent un rôle essentiel dans l’ensemble de la synagogue : la grande claire-voie étoilée de la façade, où s’inscrit le portail avec des motifs symbolisant les Douze tribus d’Israël ; les portes des bas-côtés donnant sur le parvis, l’Arche sainte, les candélabres, la chaire, les stalles, les lampes de deuil sont exécutés dans ses ateliers ; seul le candélabre de l’Oratoire des Jeunes est réalisé, sur son dessin, par les élèves de l’école professionnelle ORT de Strasbourg[10].

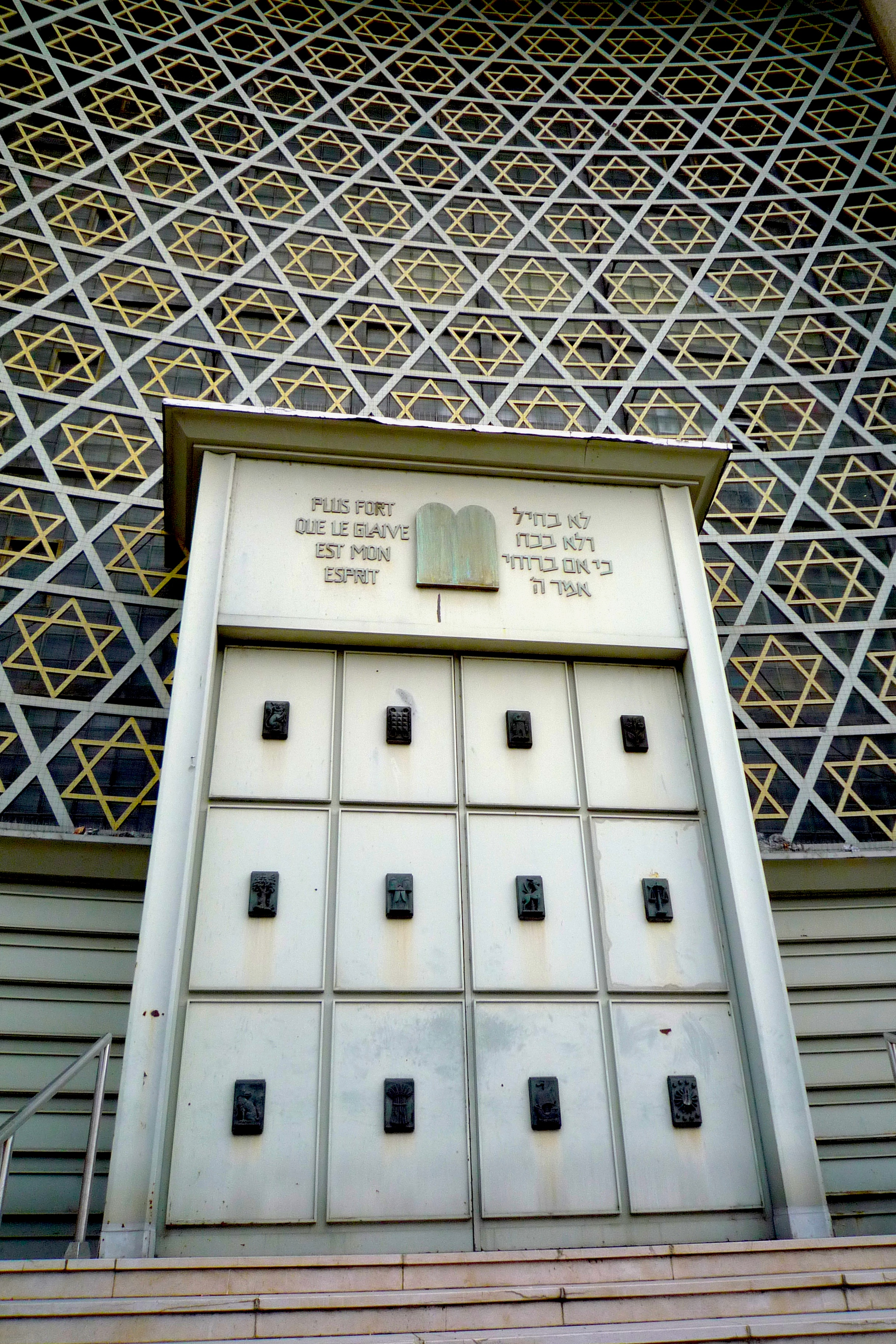
La façade de la grande synagogue de la Paix à Strasbourg. 1960
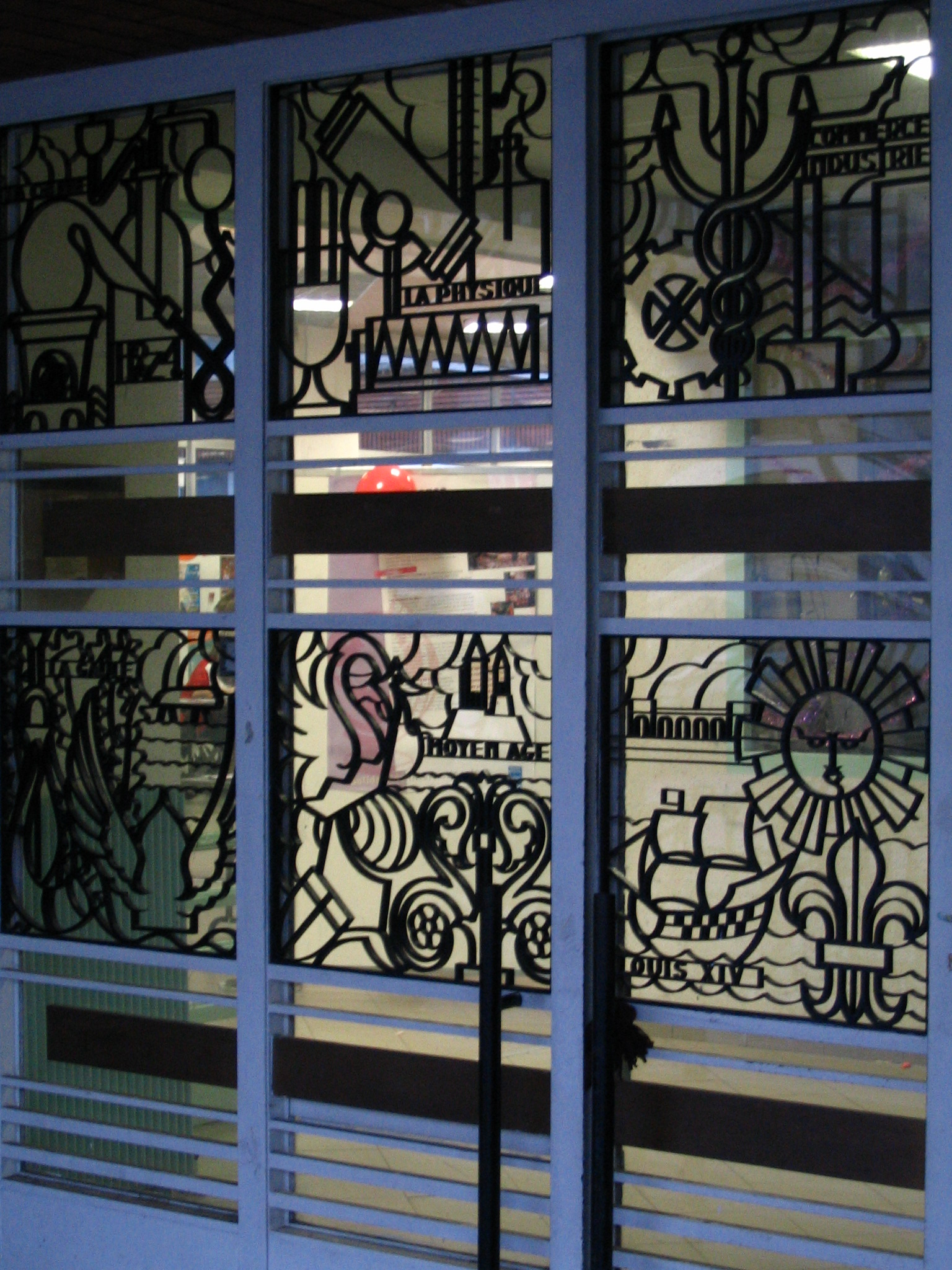
Grille d’entrée du Collège Jules-Ferry à Maisons-Alfort. 1932

## Distinctions
- Chevalier de la Légion d'honneur (décret du 10 février 1949)[11]